# Frances Glessner Lee
Frances Glessner Lee (25 de Março de 1878 – 27 de Janeiro de 1962) foi uma cientista forense norte-americana. Ela contribuiu para desenvolvimento da ciência forense nos Estados Unidos da América. Ela criou o Nutshell Studies of Unexplained Death (Estudos Resumidos de Mortes Não Explicadas) conhecido como Nutshell Studies, constituídos por 20 dioramas de cenas de crime recriadas ao mínimo detalhe e à escala de uma casa de bonecas, para serem usados no treino de investigadores de homicídios. Dezoito deles ainda são usados para fins de ensino pelo escritório do médico legista de Maryland. Para além disto, os dioramas são actualmente considerados obras de arte. Lee também ajudou a criar o Departamento de Medicina Legal da Universidade de Harvard e investiu na Biblioteca Magrath de Medicina Legal de lá. Ela foi primeira mulher a ser capitã da polícia nos EUA. Ficou conhecida como a "mãe da ciência forense".

## Vida pessoal
Lee nasceu em Chicago a 25 de Março de 1878. O seu pai, John Jacob Glessner, era um industrial que ficou rico com a companhia International Harvester.  Ela e o irmão foram educados em casa. Enquanto o irmão foi para Harvard,  ela casou-se com o advogado Blewett Harrison Lee. O casamento acabou em divórcio. No início dos anos 30, ao herdar a fortuna Harvester, deu inicio à sua carreira nas ciências forenses. Ela tinha finalmente dinheiro para descobrir uma forma de ensinar os detectives a observarem uma cena de crime de maneira a recolherem pistas.

### Nutshell Studies of Unexplained Death

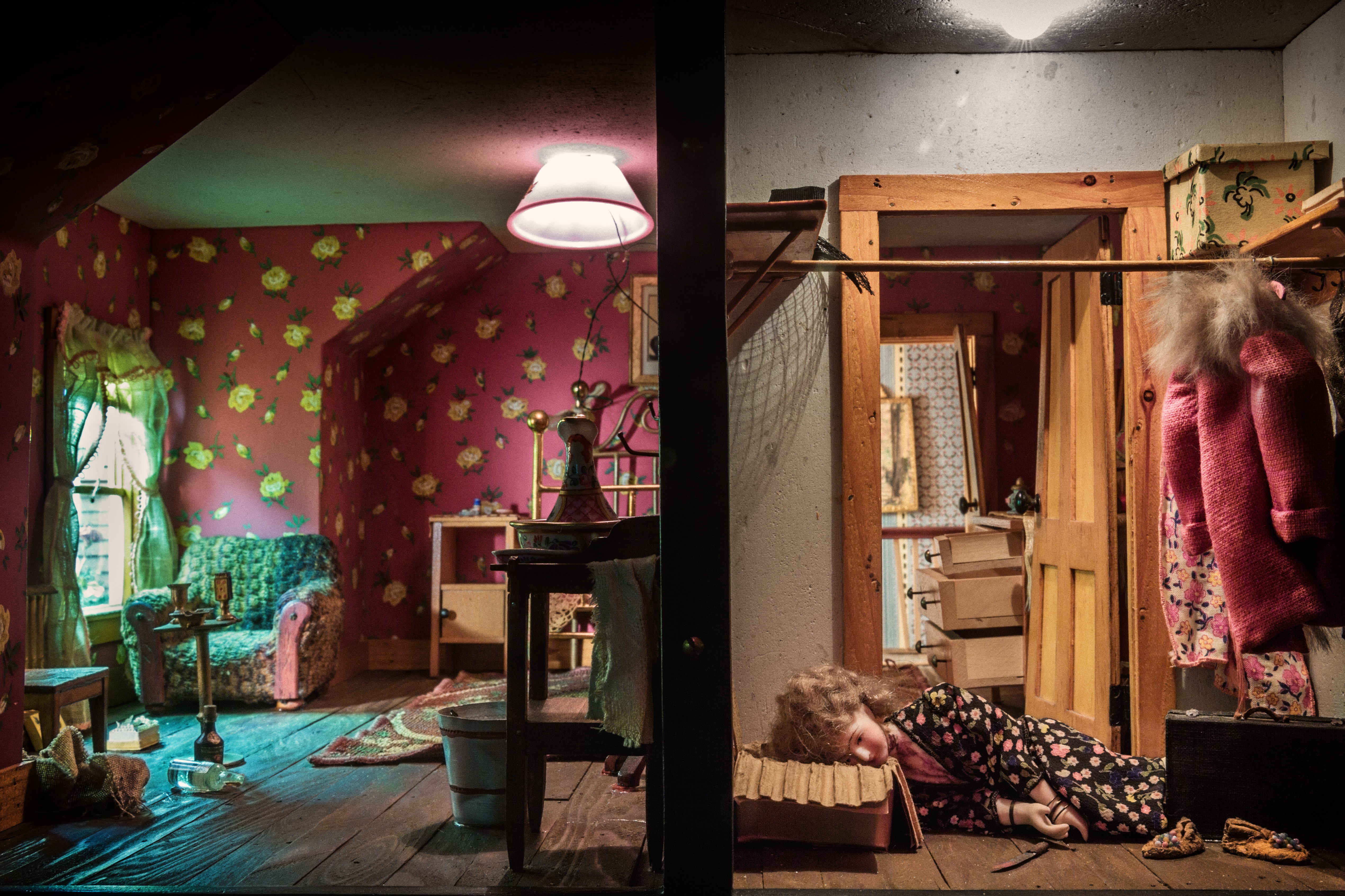
O diorama do quarto vermelho

## Homenagens e Cultura Popular

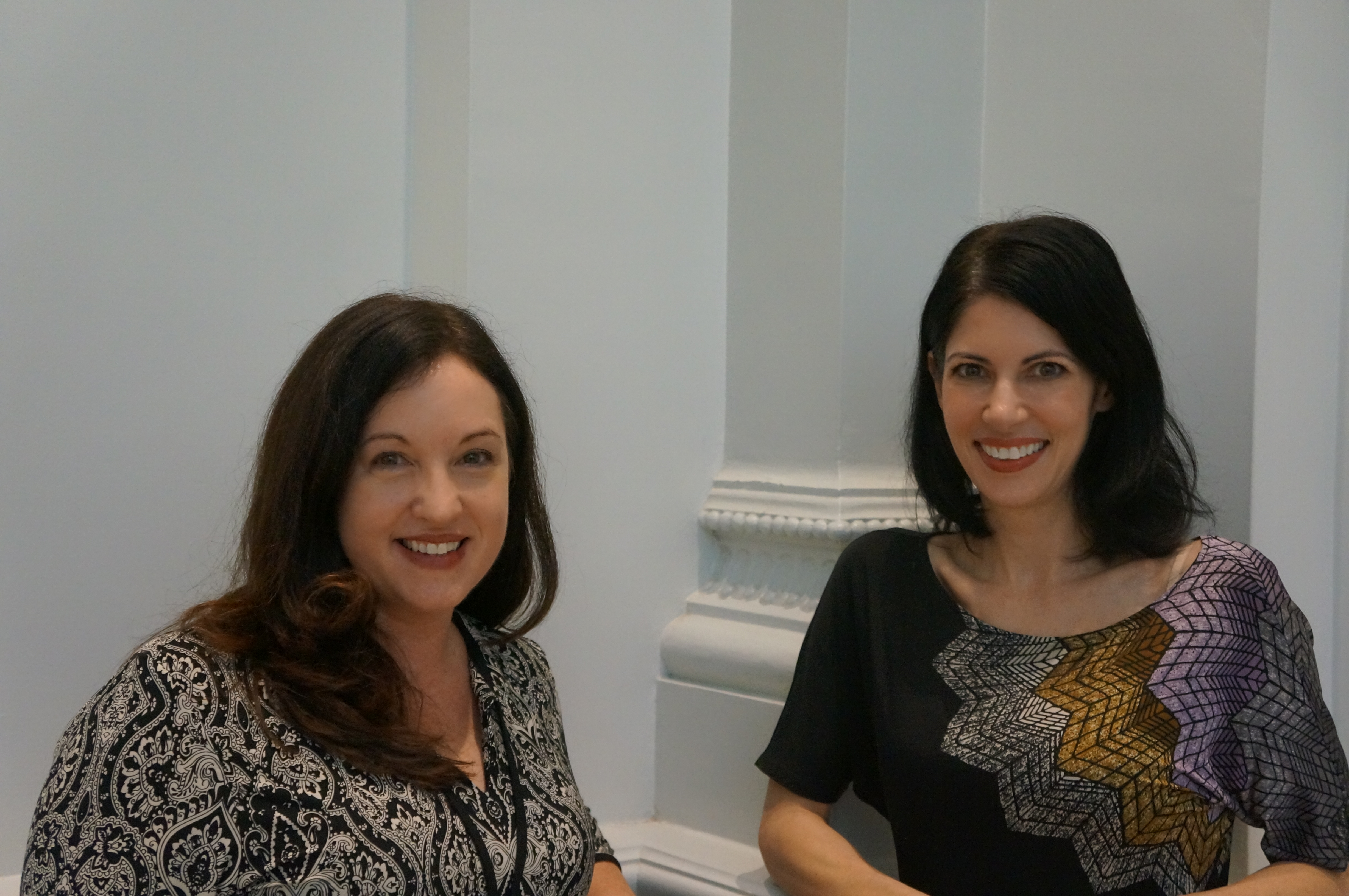
Nora Atkinson, a Curadora de Artesanato Lloyd Herman e Susan Marks durante a exibição do novo filme Murder in a Nutshell: The Frances Glessner Lee Story, na Renwick Gallery, em 18 de Novembro de 2017.